# Asociația de Comunicații prin Cablu
Asociația de Comunicații prin Cablu (ACC) este, o asociație a companiilor de televiziune prin cablu din România, care are 114 membri (martie 2009)
Consiliul director este format din companiile: Vodafone România (în trecut UPC România), RCS & RDS și Telemach. 